# مسابقات قهرمانی وزنه‌برداری جهان ۲۰۱۹–+۱۰۹ کیلوگرم مردان
رقابت  +۱۰۹ ک‌گ مردان در قهرمانی وزنه‌برداری جهان ۲۰۱۹ در روز ۲۷ سپتامبر ۲۰۱۹ برگزار شد.

## برنامه
| تاریخ           | زمان  | رویداد |
| --------------- | ----- | ------ |
| ۲۷ سپتامبر ۲۰۱۹ | ۰۹:۰۰ | گروه C |
| ۲۷ سپتامبر ۲۰۱۹ | ۱۱:۰۰ | گروه B |
| ۲۷ سپتامبر ۲۰۱۹ | ۱۵:۵۵ | گروه A |

## مدال‌آوران
| Event | طلا                  | طلا    | نقره               | نقره   | برنز                 | برنز   |
| یک‌ضرب | لاشا تالاخادزه (GEO) | ۲۲۰ ک‌گ | گور میناسیان (ARM) | ۲۱۲ ک‌گ | ولید بیدانی (ALG)    | ۲۰۰ ک‌گ |
| دوضرب | لاشا تالاخادزه (GEO) | ۲۶۴ ک‌گ | گور میناسیان (ARM) | ۲۴۸ ک‌گ | روبن آلکسانیان (ARM) | ۲۴۵ ک‌گ |
| مجموع | لاشا تالاخادزه (GEO) | ۴۸۴ ک‌گ | گور میناسیان (ARM) | ۴۶۰ ک‌گ | روبن آلکسانیان (ARM) | ۴۳۷ ک‌گ |

## Records
پیش از این رقابت، رکوردهای جهانی موجود به شرح زیر بود.
| رکورد جهانی | یک‌ضرب | لاشا تالاخادزه (GEO) | ۲۱۸ کیلوگرم | باتومی، گرجستان | ۱۳ آوریل ۲۰۱۹ |
| رکورد جهانی | دوضرب | لاشا تالاخادزه (GEO) | ۲۶۰ کیلوگرم | باتومی، گرجستان | ۱۳ آوریل ۲۰۱۹ |
| رکورد جهانی | مجموع | لاشا تالاخادزه (GEO) | ۴۷۸ کیلوگرم | باتومی، گرجستان | ۱۳ آوریل ۲۰۱۹ |

## نتایج
| رتبه | وزنه‌بردار              | گروه | یک‌ضرب (ک‌گ) | یک‌ضرب (ک‌گ) | یک‌ضرب (ک‌گ) | یک‌ضرب (ک‌گ) | دو ضرب (ک‌گ) | دو ضرب (ک‌گ) | دو ضرب (ک‌گ) | دو ضرب (ک‌گ) | مجموع |
| رتبه | وزنه‌بردار              | گروه | ۱          | ۲          | ۳          | رتبه       | ۱           | ۲           | ۳           | رتبه        |       |
| ---- | ---------------------- | ---- | ---------- | ---------- | ---------- | ---------- | ----------- | ----------- | ----------- | ----------- | ----- |
| 1    | لاشا تالاخادزه (GEO)   | A    | ۲۰۸        | ۲۱۵        | ۲۲۰        | 1          | ۲۴۷         | ۲۵۵         | ۲۶۴         | 1           | ۴۸۴   |
| 2    | گور میناسیان (ARM)     | A    | ۲۰۰        | ۲۰۷        | ۲۱۲        | 2          | ۲۳۷         | ۲۴۳         | ۲۴۸         | 2           | ۴۶۰   |
| 3    | روبن آلکسانیان (ARM)   | A    | ۱۹۲        | ۱۹۲        | ۱۹۲        | ۶          | ۲۴۱         | ۲۴۵         | —           | 3           | ۴۳۷   |
| ۴    | Eduard Ziaziulin (BLR) | A    | ۱۹۳        | ۱۹۸        | ۲۰۱        | ۴          | ۲۲۵         | ۲۳۴         | ۲۳۴         | ۸           | ۴۳۲   |
| ۵    | ولید بیدانی (ALG)      | A    | ۱۹۱        | ۱۹۷        | ۲۰۰        | 3          | ۲۲۲         | ۲۳۱         | ۲۳۸         | ۱۰          | ۴۳۱   |
| ۶    | معن اسعد (SYR)         | B    | ۱۸۳        | ۱۸۹        | ۱۹۲        | ۹          | ۲۲۵         | ۲۳۳         | ۲۴۱         | ۵           | ۴۳۰   |
| ۷    | Chen Shih-chieh (TPE)  | A    | ۱۸۵        | ۱۹۰        | ۱۹۳        | ۸          | ۲۳۵         | ۲۴۲         | ۲۴۲         | ۷           | ۴۲۵   |
| ۸    | فرناندو ریس (BRA)      | A    | ۱۸۵        | ۱۹۱        | ۱۹۲        | ۵          | ۲۲۵         | ۲۳۲         | ۲۳۶         | ۹           | ۴۲۴   |
| ۹    | هوجامهمت تویچیف (TKM)  | A    | ۱۸۰        | ۱۸۷        | ۱۸۹        | ۱۷         | ۲۳۵         | ۲۴۲         | —           | ۴           | ۴۲۲   |
| ۱۰   | علی داوودی (IRI)       | A    | ۱۹۰        | ۱۹۸        | ۱۹۹        | ۷          | ۲۳۰         | ۲۴۴         | ۲۴۴         | ۱۲          | ۴۲۰   |
| ۱۱   | جیری اورساگ (CZE)      | B    | ۱۷۶        | ۱۷۶        | ۱۸۰        | ۱۹         | ۲۳۰         | ۲۴۰         | ۲۵۰         | ۶           | ۴۱۶   |
| ۱۲   | Eishiro Murakami (JPN) | B    | ۱۸۰        | ۱۸۵        | ۱۸۵        | ۱۲         | ۲۱۷         | ۲۲۴         | ۲۳۰         | ۱۱          | ۴۱۵   |
| ۱۳   | Giorgi Chkheidze (GEO) | B    | ۱۷۸        | ۱۸۲        | ۱۸۵        | ۱۱         | ۲۲۲         | ۲۲۷         | ۲۳۱         | ۱۵          | ۴۱۲   |
| ۱۴   | Antoniy Savchuk (RUS)  | B    | ۱۷۹        | ۱۷۹        | ۱۸۳        | ۱۴         | ۲۱۷         | ۲۲۲         | ۲۲۶         | ۱۶          | ۴۰۹   |
| ۱۵   | Ham Sang-il (KOR)      | B    | ۱۸۰        | ۱۸۷        | ۱۹۰        | ۱۶         | ۲۲۰         | ۲۲۷         | ۲۳۲         | ۱۴          | ۴۰۷   |
| ۱۶   | Caine Wilkes (USA)     | B    | ۱۷۵        | ۱۸۱        | ۱۸۷        | ۱۵         | ۲۱۵         | ۲۲۲         | ۲۲۷         | ۱۸          | ۴۰۳   |
| ۱۷   | David Liti (NZL)       | C    | ۱۶۳        | ۱۶۸        | ۱۷۳        | ۲۲         | ۲۱۶         | ۲۲۲         | ۲۲۷         | ۱۳          | ۴۰۰   |
| ۱۸   | مارت سیم (EST)         | B    | ۱۷۵        | ۱۷۵        | ۱۷۵        | ۲۱         | ۲۲۵         | ۲۳۰         | ۲۳۰         | ۱۷          | ۴۰۰   |
| ۱۹   | Péter Nagy (HUN)       | B    | ۱۷۶        | ۱۸۱        | ۱۸۲        | ۱۸         | ۲۱۵         | ۲۲۱         | ۲۲۵         | ۱۹          | ۳۹۷   |
| ۲۰   | David Litvinov (ISR)   | C    | ۱۷۶        | ۱۸۱        | ۱۸۴        | ۱۳         | ۲۰۵         | ۲۰۵         | ۲۱۱         | ۲۲          | ۳۹۵   |
| ۲۱   | Enzo Kuworge (NED)     | C    | ۱۶۱        | ۱۶۶        | ۱۷۰        | ۲۵         | ۲۱۳         | ۲۱۳         | ۲۱۵         | ۲۰          | ۳۸۱   |
| ۲۲   | Raúl Manríquez (MEX)   | C    | ۱۶۵        | ۱۷۱        | ۱۷۶        | ۲۳         | ۲۰۵         | ۲۱۵         | ۲۱۵         | ۲۳          | ۳۷۶   |
| ۲۳   | Anthony Coullet (FRA)  | C    | ۱۵۸        | ۱۶۳        | ۱۶۶        | ۲۶         | ۲۱۲         | ۲۱۹         | ۲۲۲         | ۲۱          | ۳۷۵   |
| ۲۴   | Kim Tollefsen (NOR)    | C    | ۱۵۷        | ۱۶۲        | ۱۶۴        | ۲۷         | ۲۰۰         | ۲۰۵         | ۲۰۸         | ۲۴          | ۳۶۷   |
| ۲۵   | Gilberto Lemus (GUA)   | C    | ۱۶۵        | ۱۷۱        | ۱۷۶        | ۲۴         | ۱۹۵         | ۲۰۵         | ۲۰۶         | ۲۵          | ۳۶۶   |
| —    | Mohsen Dadras (IRI)    | A    | ۱۸۱        | ۱۸۶        | ۱۹۰        | ۱۰         | ۲۲۵         | ۲۲۵         | ۲۳۰         | —           | —     |
| —    | Fernando Salas (ECU)   | C    | ۱۶۳        | ۱۷۰        | ۱۷۵        | ۲۰         | ۱۹۳         | —           | —           | —           | —     |
| —    | Kamil Kučera (CZE)     | B    | ۱۷۶        | ۱۷۶        | ۱۷۶        | —          | ۲۲۵         | —           | —           | —           | —     |

## رکوردهای جدید
| یک‌ضرب | ۲۲۰ ک‌گ | لاشا تالاخادزه (GEO) | ر.ج |
| دوضرب | ۲۶۴ ک‌گ | لاشا تالاخادزه (GEO) | ر.ج |
| مجموع | ۴۸۴ ک‌گ | لاشا تالاخادزه (GEO) | ر.ج |